# Constanze Geiger

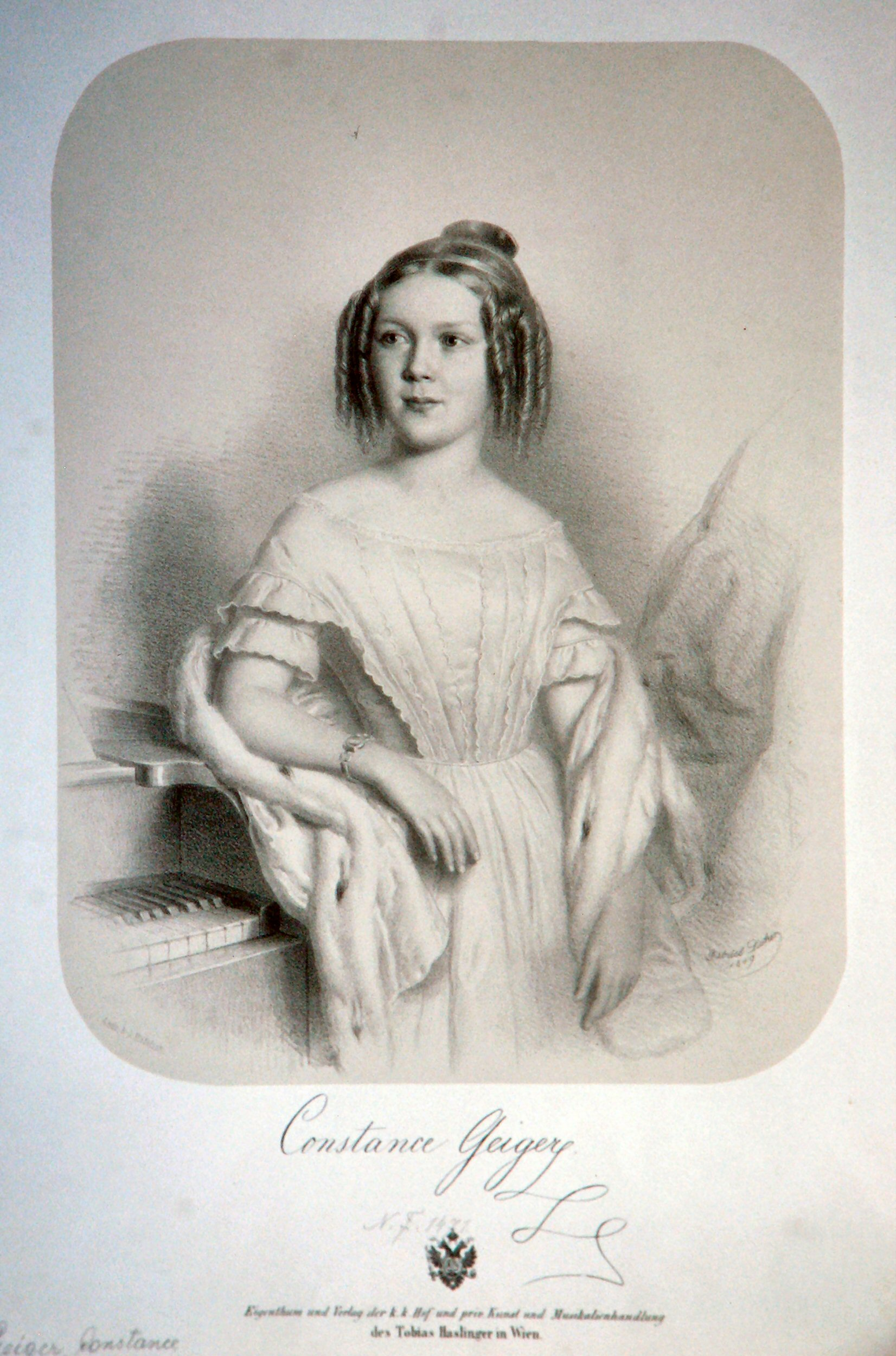
Constance Geiger als Mädchen, Lithographie von Gabriel Decker, 1849

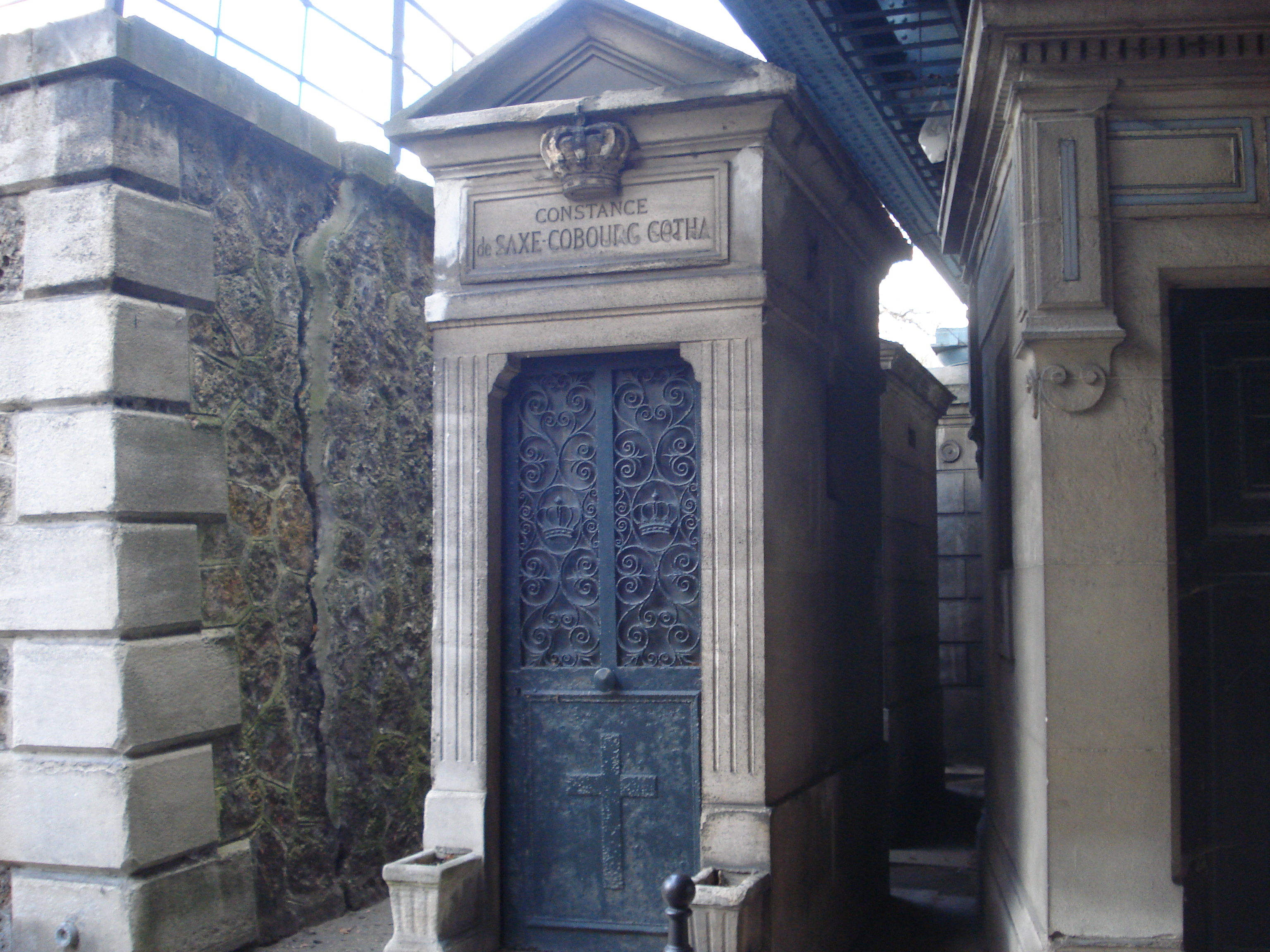
Grab der Constanze Geiger

Constanze Therese Adelheit Geiger, auch Konstanze Geiger, später Constanze Geiger von Ruttenstein (16. Oktober 1835 in Wien, Kaisertum Österreich – 24. August 1890 in Dieppe, Frankreich), war eine österreichische Pianistin, Kinderdarstellerin, Theaterschauspielerin, Komponistin und Sängerin (Sopran).

## Leben
Geiger, die Tochter des Komponisten Joseph Geiger und der Hofmodistin Theresia Geiger geb. Rziha (1804–1865), hatte das musikalische Talent ihres Vaters geerbt, das sich schon frühzeitig bemerkbar machte. Nachdem sie von ihm und J.W. Tomaschek und Simon Sechter Klavierunterricht erhalten hatte, versuchte sie sich bereits mit 6 Jahren erfolgreich als Konzertpianistin. Von den ehrgeizigen Eltern wurde sie als „Klavierwunderkind“ präsentiert und ihre Karriere vorangetrieben. So wurde das Pianospiel rasch durch Eigenkomposition und Schauspiel ergänzt, Auftritte in dieser Kombination als Art „Universalkünstlerin“ machte sie zu ihrem Markenzeichen. Ein festes Engagement hat sie nie angenommen, sondern nur kürzere oder längere Gastspiele absolviert.
Am 12. Oktober 1860 wurde Constanze Mutter eines Sohns Franz Assis Leopold Joseph. Mit dem Kindesvater, Prinz Leopold von Sachsen-Coburg und Gotha, lebte sie bereits seit Jahren in einer Liebesbeziehung. Die „nicht standesgemäße“ Verbindung war in Leopolds Familie auf Ablehnung gestoßen. Drei Monate nach der Geburt griff Johann Strauss (Sohn) mit seinem Grillenbanner-Walzer die schwierige Situation öffentlich auf und verdeutlichte seine Unterstützung durch die Widmung des Walzers an den Prinzen. Am 23. April 1861 heirateten Leopold und Constanze in der Wiener Schottenkirche. Am 12. Oktober 1862 nobilitierte Herzog Ernst II. von Sachsen-Coburg und Gotha die Künstlerin zur Freifrau von Ruttenstein, nach dem gleichnamigen Besitz des Hauses Coburg bei Grein in Oberösterreich. Dieses Vorgehen entsprach vergleichbaren zeitgenössischen Fällen bei morganatischen Eheschließungen.
Mit der Hochzeit zog sie sich von der Bühne gänzlich zurück und lebte mit ihrer Familie auf Schloss Radmeric. Ihre Kompositionen für Kammer- und Kirchenmusik wurden aber weiterhin aufgeführt. Zwei neue Kompositionen aus den 1870ern sind bekannt. Später trat sie in Privatvorführungen am Schlosstheater wieder als Schauspielerin auf.
Mehrere Briefe, die Constanze in ihrem und Leopolds Namen an Herzog Ernst schrieb, bezeugen ihr aktives Benutzen persönlicher Kontakte im Interesse der Familienpolitik, etwa in der Frage der spanischen Thronfolge 1868–1870 oder zur Verleihung des Herzoglich Sächsisch-Ernestinischen Hausordens an vom Herzog gewünschte Personen. Für Johann Strauss Sohn konnte sie 1882 den Erhalt dieses Ordens organisieren. 1869 vermittelte Constanze dem Neffen ihres Gatten, König Ludwig I. von Portugal, das Anliegen der Strauss-Brüder, deren neue Walzer ihm widmen zu dürfen.
Nach dem Tod ihres Gatten zog sie nach Paris. Constanze Geiger wurde auf dem Friedhof Montmartre beerdigt.

## Werke und Rezeption
Geigers eigenes musikalisches Schaffen beschränkt sich weitgehend auf 1841 bis 1860 – vom durch die Eltern vorangetriebenen Auftreten als Kind bis zu ihrer Eheschließung. Ihr kompositorisches Werk besteht aus 34 Stücken mit Opuszahl und 37 weiteren Stücken. Darunter sind 13 Walzer, sechs Polkas, acht Märsche, drei geistliche Werke, sieben Lieder, und eine größere Anzahl Klavierstücke.
Ihre ersten Kompositionen für Klavier wurden 1844 bei Anton Diabelli veröffentlicht, Constanze führte diese im Oktober 1844 bei einem Privatvorspiel erstmals auf. Im Dezember desselben Jahres kam es zur Uraufführung eines für eine Militärmusik-Formation vertonten Wandlungsmessgebets der Neunjährigen. Bereits in diesen Jahren bestand eine Verbindung mit der Familie Strauss, die Werke von Constanze Geiger (wie den Frühlingsträume Walzer op. 8, den Ferdinandus-Walzer op. 10, den Abschieds-Walzer oder den Walzer Carlsklänge op. 20) zur Aufführung brachte. Johann Strauss (Vater) widmete der Zehnjährigen 1845 die Flora-Quadrille op. 177.
Der von Constanze Geiger im Alter von 18 Jahren komponierte Elisabethen-Vermählungsmarsch erklang erstmals am 21. April 1854 bei der Ankunft von Herzogin Elisabeth in Bayern, der zukünftigen Kaiserin Elisabeth von Österreich-Ungarn, in Nußdorf auf dem Weg zu ihrer Hochzeit, die zwei Tage später in Wien stattfand.
Die Rezensionen zu Geigers Werken und Darbietungen fielen gemischt aus. Die Wiener Presse war gespalten: während die Theaterzeitung – zu der die Familie Geiger Verbindungen hatte – ebenso wie Der Wanderer wohlwollend berichteten, war besonders der Humorist dem Mädchen gegenüber offen feindselig eingestellt. Herausgeber und Satirist Moritz Gottlieb Saphir verglich etwa 1848 einen ihrer Trauermärsche mit der Hochzeit einer „betrunkenen Forelle und einem rissigen Lederstiefel“. Laut Raimund Lissy wurde Geiger von Teilen der Öffentlichkeit eine Bedeutung als Komponistin abgesprochen, da sie nie ein Streichquartett, eine Sinfonie, eine Sonate oder eine Oper schrieb. Ihre hohe Medienpräsenz löste daher Verärgerung aus. Rezensenten standen ihr aufgrund ihrer Jugend kritisch gegenüber – über das Lied Meine liebste Blume schrieb ein Rezensent 1846, eine solche Komposition sei „im Kreise der Eltern und Angehörigen des Kindes am Platze“, gehöre aber „nicht vor das Forum eines kunstgebildeten Publicums“. Geigers „Compositionstalent“ wurde von der Neuen Berliner Musikzeitung 1852 als „merkwürdig“  bezeichnet, da es sich „mit Glück“ auf dem Felde der Militärmusik bewege, „welches von weiblichen Talenten selten betreten“ werde.
Wie viele Komponisten wurde Constanze Geiger im Laufe des 20. Jahrhunderts nahezu vergessen.
Beim Neujahrskonzert der Wiener Philharmoniker 2025 wurde Geigers Ferdinandus-Walzer beim traditionellen Neujahrskonzert im Goldenen Saal des Wiener Musikvereins als erstes Werk einer Komponistin aufgeführt.